# Virginijus Braziulis
Virginijus Braziulis (* 19. Juli 1965 in Gražaičiai, Rajongemeinde Joniškis) ist ein litauischer Schachspieler. Er wurde 2009–2011 litauischer Meister im Fernschach.

## Leben
Nach der Hauptschule absolvierte Braziulis 1984 das Sowchos-Technikum Joniškėlis in der Rajongemeinde Pasvalys und wurde Techniker und Mechaniker. Jetzt ist er ein Landbauer und beschäftigt sich mit der agrarischen Tätigkeiten.
Braziulis spielt Schach seit seinem 13. Lebensjahr. Besonders interessierte er sich für Schach als Schüler des Technikums. Dort war er Meister. Braziulis spielte am 3. Brett bei der Jugendmannschaft des Rajons Pasvalys. Danach begann er an den Meisterschaften der Rajongemeinde Joniškis teilzunehmen und wurde einige Male Rajonmeister. Braziulis nahm am internationalen Schachfestival Radviliškis 2014 teil. 1979, von 1993 bis 1997 sowie ab 2006 spielte er an einigen Turnieren im Fernschach.
Braziulis ist Mitglied des Schachclubs und der „Veidė“-Gemeinde Žagarė. Er ist Mitglied der Partei Lietuvos laisvės sąjunga (liberalai). Er nahm bei Kommunalwahlen in Litauen 2015 teil.
Braziulis ist geschieden und hat zwei Söhne. Er lebt mit dem älteren Sohn in seinem Geburtsort in eigenem Gehöft.